# كاميلا كارلسون
كاميلا كارلسون (بالنرويجية البوكمول: Camilla Carlson)‏ هي ناقدة أدبية وكاتِبة وشاعرة نرويجية، ولدت في 28 يناير 1930 في آرندال في النرويج، وتوفيت في 28 فبراير 1990.